# Cá đuối bồng da gai
Cá đuối bồng da gai (Urogymnus asperrimus) là một loài cá đuối trong họ Dasyatidae, được tìm thấy ở vùng nước nông ven biển ở vùng Ấn Độ Dương-Thái Bình Dương nhiệt đới và ngoài khơi Tây Phi.